# Zoegea
Zoegea é um género botânico pertencente à família Asteraceae.

## Espécie
- Zoegea leptaurea Linnaeus